# 李守約
李守約（1547年—？），字善夫，號道宇，湖廣荊州府公安縣人，軍籍，明朝政治人物。

## 生平
隆慶元年（1567年）丁卯科湖廣鄉試第二十名，萬曆五年（1577年）丁丑科會試第二十四名，登二甲第四十二名進士。授刑部主事，邹元标廷杖，人莫敢近，守约诣朝房负之出，親調湯藥治之，後遷安慶守，盡心撫綏，代輸逋賦，調漳州府知府。萬曆三十八年（1610年）六月起升南京光禄寺少卿添注，四十年八月升南京通政使司右參議，晉太常寺少卿。

## 家族
曾祖李□；祖父李大本，曾任知縣 贈戶部主事；父李若。母鄧氏。